# Hugues de Saint-Cher
Pour les articles homonymes, voir Hugues.
Dominicain, exégète et théologien influent, créé cardinal en 1244, mort en 1263, Hugues de Saint-Cher est surtout connu pour avoir été le maître d'œuvre de la première concordance verbale.

## Éléments biographiques
Hugues de Saint-Cher est un religieux dominicain français, originaire de Saint-Chef près de Vienne (Isère), dit aussi Hugues de  S. Theuderio ou de Paris ou de Vienne). Il fit peut-être d'abord des études dans les écoles parisiennes où il aurait acquis le titre de docteur en droit canonique et de bachelier en théologie avant d'entrer dans l'ordre dominicain.
Il reçut l'habit des frères prêcheurs le 22 février 1225, au couvent Saint-Jacques de Paris. Prieur de la province dominicaine de France (territoire de langue d'oïl) de 1227 à 1230 d'après Quétif (l'historicité de ce premier mandat est contestée par Meersemann), prieur du couvent Saint-Jacques de 1233 à 1236, puis à nouveau prieur provincial de 1236 à 1244, il fut lecteur des Sentences entre 1229 et 1233 environ, maître en théologie de l'Université de Paris vers 1233. Il joua un rôle important dans la mise en œuvre de plusieurs opérations intellectuelles d'envergure entreprises sous son autorité par les frères du couvent de Paris : la confection des premières concordances verbales de la Bible latine, la correction du texte de la Bible (correctoire dit d'Hugues de Saint-Cher, à ne pas confondre avec le correctoire dit de Saint-Jacques), le corpus des postilles ou commentaires de tous les livres de la Bible, compilé à partir de commentaires bibliques préexistants ou rédigés par lui. Sa théologie, héritière de l'exégèse biblico-pastorale parisienne, est caractérisée par un conservatisme marqué (primat des études bibliques à la lumière de l'enseignement traditionnel des Pères de l’Église) et une forte résistance à l'essor nouveau de la philosophie au sein des études théologiques, en parfaite conformité avec les injonctions de la Bulle "Parens scientiarum".
Créé cardinal le 28 mai 1244  au titre de Sainte-Sabine par Innocent IV auprès duquel il s'était distingué par plusieurs missions délicates, il fut le premier cardinal de l'ordre des frères prêcheurs. En 1245, il intervient au concile de Lyon. Légat du pape en Allemagne de 1251 à 1253, il institua à ce titre à Liège la solennité de la Fête-Dieu. Il est aussi choisi pour nommer le successeur d'Henri de Suse au siège de Sisteron, évêché problématique qui comptait deux chapitres suffragants concurrents pour l'élection de leur évêque. Pénitencier majeur du pape de 1256 à 1263, il meurt à Orvieto le 19 mars 1263. Il fut inhumé à Lyon le 2 décembre  1264.

## Œuvres écrites

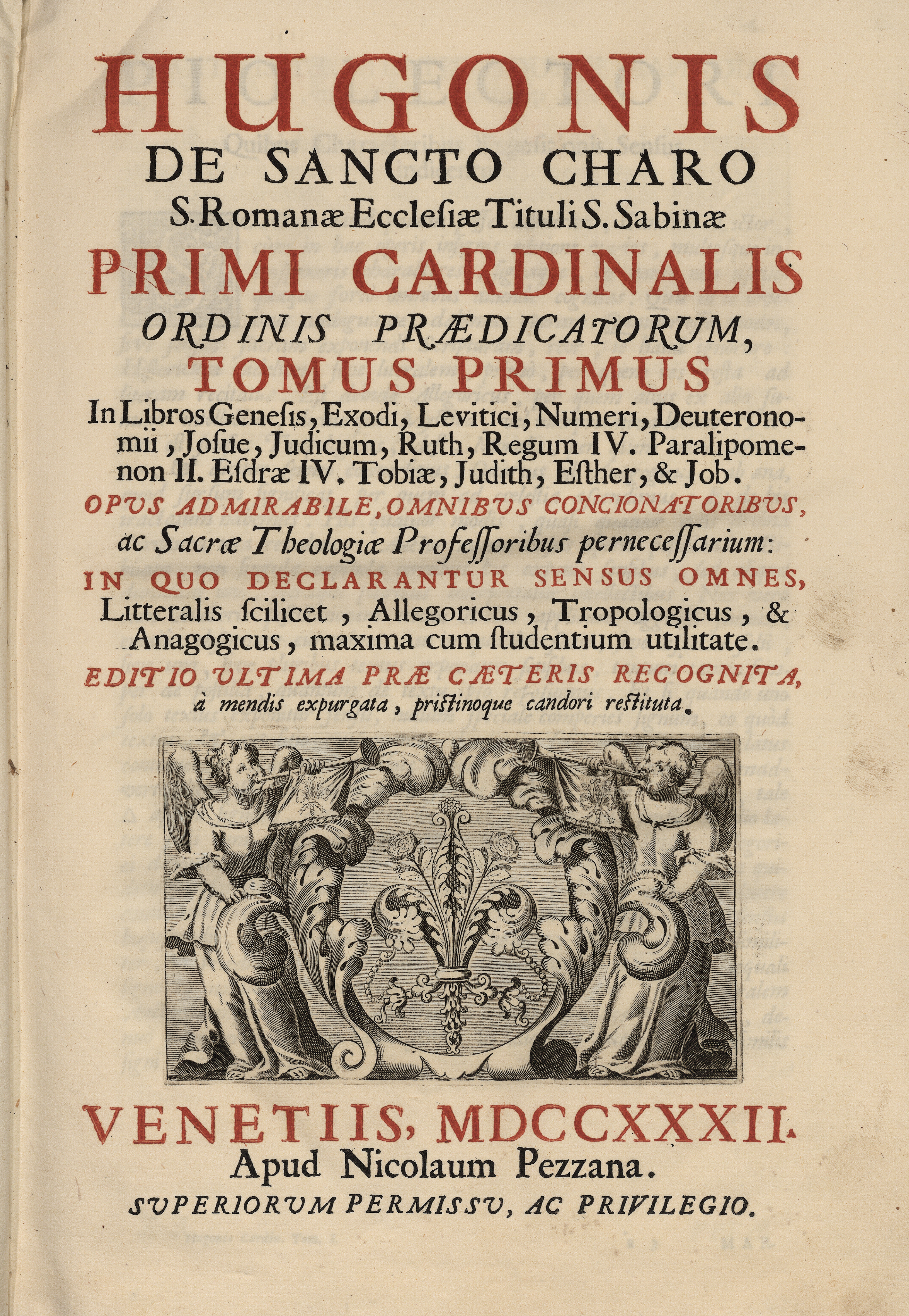
In universum Vetus et Novum Testamentum, 1732

- Tractatus super missam sive Speculum ecclesiæ

Traité sur la messe, traduit entre 1335 et 1350 par Jean de Vignay sous le titre « Le mirouer de l'Église » (ce qui est la traduction de la deuxième partie du titre « Speculum ecclesiæ » sous lequel il est souvent cité).
- Postille super Bibliam cf. https://big.hypotheses.org/hugo-de-sancto-caro
- Postillæ super « Historia scholastica »
- Sermones super epistolas et evangelia de tempore
- Scriptum sive Super sententias

Il s'agit d'un commentaire des Sentences de Pierre Lombard. L'antériorité de ce commentaire sur la Somme de Roland de Crémone a été établie.
- Quæstiones
- Epistolæ

À tort, Guido Hendrix a attribué le traité De doctrina cordis à Hugues de Saint-Cher. Dans une étude récente, Nigel F. Palmer démontre la faiblesse du raisonnement de Hendrix, et restitue le De doctrina à l’œuvre de Gérard de Liège,.

## Portrait d'Hugues de Saint-Cher
Sur le tableau de Tommaso da Modena qui représente Hugues de Saint-Cher porte une paire « bésicles clouantes » instrument qui ne sera inventé qu'une vingtaine d’année après sa mort.

## Source
- Kaeppeli-Panella, Scriptores ordinis praedicatorum Medii-Aevi, t. 3, p. 256.